# Liga de Fútbol Femenino 2022
La Temporada 2022 de la Primera División Femenina de Panamá también llamada LFF, fue la 8.ª edición de la principal liga de fútbol profesional Femenino en Panamá y está regulada por la Liga Panameña de Fútbol. La temporada dio inicio en el mes de abril de y finalizó en septiembre de 2022. Proclamando al Tauro Fútbol Club campeón al vencer 2-0 al Club Deportivo Plaza Amador, en el Complejo Deportivo Los Andes.

## Novedades
- Se expande la liga de 12 a 16 equipos, después de dos temporadas.
- Se implementa el formato de conferencias (Este y Oeste).
- Los equipos debutantes son: CIEX Sports Academy, Élite FC y Herrera FC (equipo LPF).
- Regresa el equipo de CD Árabe Unido, después de tres años de ausencia, logrando así la participación de 11 de los 12 equipos de la LPF.

- El Veraguas Club Deportivo cambió de dueños y su nombre a Veraguas United FC.

## Sistema de competencia
A partir de la Temporada Apertura 2022, habrá nuevo formato del torneo femenino (LFF), el cual se compondrá de 16 equipos y 126 partidos entre jornadas y playoffs finales. Este tendrá una duración de cinco meses.
- Se jugarán 14 jornadas de ronda regular. 
- Cuartos de final y semifinales de ida y vuelta. 
- Final a partido único.   
- Un Juego de estrellas entre Conferencias Este y Oeste.

## Equipos participantes
Listado de los equipos participantes:
| Nombre               | Entrenador      | Sede                      | Estadio                   | Capacidad | Patrocinador                                | Uniforme     |
| -------------------- | --------------- | ------------------------- | ------------------------- | --------- | ------------------------------------------- | ------------ |
| Alianza FC           | César Arroyo    | Juan Díaz, Panamá         | Luis Ernesto Tapia        | 700       | Clinilab Panamá                             | Keuka        |
| Atlético Chiriquí    | Javier Aliaga   | Chiriquí                  | San Cristóbal             | 3 000     | Nex                                         | Bandera de ? |
| Árabe Unido          |                 | Colón                     | Armando Dely Valdés       | 1 121     | BetCha.pa AguAseo Kendall Motor Oil         | Kelme        |
| CAI La Chorrera      | Víctor Suárez   | La Chorrera, Panamá Oeste | Agustín "Muquita" Sánchez | 3 000     | Eco Moda                                    | Fila         |
| CIEX Sports Academy  | Martín Longinos | Panamá                    | Eagle Stadium             | 300       | Bandera de Panamá                           | Puma         |
| CD Plaza Amador      | Javier Reales   | El Chorrillo, Panamá      | Maracaná                  | 5 500     | Acerta Seguros More Pharma Customs Solution | Puma         |
| CD Universitario     | Ana Vargas      | Penonomé, Coclé           | Virgilio Tejeira          | 900       | Universidad Latina Caliente                 | STRIK3R      |
| Elite FC             | Bandera de ?    | La Chorrera, Panamá Oeste | Agustín "Muquita" Sánchez | 3 000     | Alcaldía de Chorrera                        | Valor        |
| Herrera FC           | Edgar Simpson   | Herrera                   | Los Milagros              | 1 000     | Varela Hnos Hertz                           | STRIK3R      |
| Mario Méndez FC      |                 | Chiriquí                  | San Cristóbal             | 3 000     | Plaza Terronal Hortícola Virsa              | STRIK3R      |
| Potros del Este      | Francisco Tuñón | Pacora, Panamá            | Maracaná                  | 5 500     | Ron Castillero 7.6                          | Givova       |
| SD Atlético Nacional | Luis Maughn     | Panamá                    | Maracaná                  | 5 500     | Nikos                                       | Linces       |
| SD Panamá Oeste      |                 | Panamá Oeste              | Agustín 'Muquita' Sánchez | 3 000     | La Alemana Muebleria Jackpot Casino         | Kelme        |
| Sporting SM          |                 | San Miguelito, Panamá     | Los Andes II              | 1 450     | Teleton 20-30                               | Spirits      |
| Tauro FC             | Ernesto Downer  | Pedregal, Panamá          | Luis Ernesto Tapia        | 700       | Dorival Betcha.pa U del Istmo               | Patrick      |
| Veraguas United FC   |                 | Veraguas                  | Rafael Rodriguez          | 300       | Esthetics Place Gym Super Carnes            | WOLF         |

### Equipos por provincias
| Provincia    | N.º | Equipos |
| ------------ | --- | --- |
| Panamá       | 7   | Alianza FC Club Deportivo del Este CD Plaza Amador Sporting SM Tauro FC SD Atlético Nacional CIEX Sports Academy |
| Panamá Oeste | 3   | CA Independiente SD Panamá Oeste Elite FC                                                                        |
| Chiriquí     | 2   | Atlético Chiriquí Mario Méndez FC                                                                                |
| Coclé        | 1   | CD Universitario                                                                                                 |
| Colón        | 1   | CD Árabe Unido                                                                                                   |
| Herrera      | 1   | Herrera FC |
| Veraguas     | 1   | Veraguas United FC                                                                                               |
| Total        | 16  | |

## Clasificación

### Clasificación
| Pos. | Equipo                  | Pts. | PJ | G  | E | P  | GF | GC | Dif. | Notas                                  |
| ---- | ----------------------- | ---- | -- | -- | - | -- | -- | -- | ---- | -------------------------------------- |
| 1    | Tauro F. C.             | 36   | 14 | 12 | 0 | 2  | 57 | 14 | +43  | Acceso directo a los cuartos de final. |
| 2    | S. D. Atlético Nacional | 32   | 14 | 10 | 2 | 2  | 57 | 10 | +47  | Acceso directo a los cuartos de final. |
| 3    | C. D. Plaza Amador      | 29   | 14 | 9  | 2 | 3  | 64 | 14 | +50  | Acceso directo a los cuartos de final. |
| 4    | Sporting San Miguelito  | 24   | 14 | 7  | 3 | 4  | 44 | 14 | +30  | Acceso directo a los cuartos de final. |
| 5    | CIEX Academy            | 20   | 14 | 6  | 2 | 6  | 26 | 25 | +1   |                                        |
| 6    | Alianza F. C.           | 13   | 14 | 4  | 1 | 9  | 19 | 48 | −29  |                                        |
| 7    | C. D. Árabe Unido       | 9    | 14 | 3  | 0 | 11 | 12 | 67 | −55  |                                        |
| 8    | Potros del Este         | 0    | 14 | 0  | 0 | 14 | 4  | 91 | −87  | Último lugar.                          |

 Fuente: , Soccerway.
| Pos. | Equipo                  | Pts. | PJ | G  | E | P  | GF | GC | Dif. | Notas                                  |
| ---- | ----------------------- | ---- | -- | -- | - | -- | -- | -- | ---- | -------------------------------------- |
| 1    | Mario Méndez            | 34   | 14 | 11 | 1 | 2  | 29 | 13 | +16  | Acceso directo a los cuartos de final. |
| 2    | C. D. Atlético Chiriquí | 33   | 14 | 11 | 0 | 3  | 40 | 14 | +26  | Acceso directo a los cuartos de final. |
| 3    | C. A. Independiente     | 29   | 14 | 9  | 2 | 3  | 38 | 16 | +22  | Acceso directo a los cuartos de final. |
| 4    | C. D. Universitario     | 27   | 14 | 8  | 3 | 3  | 32 | 18 | +14  | Acceso directo a los cuartos de final. |
| 5    | Veraguas United F. C.   | 12   | 14 | 3  | 3 | 8  | 14 | 22 | −8   |                                        |
| 6    | Herrera F. C.           | 10   | 14 | 3  | 1 | 10 | 13 | 35 | −22  |                                        |
| 7    | Elite F. C.             | 9    | 14 | 2  | 3 | 9  | 11 | 44 | −33  |                                        |
| 8    | S. D. Panamá Oeste      | 6    | 14 | 1  | 3 | 10 | 26 | 41 | −15  | Último lugar.                          |

 Fuente: , Soccerway.

## Resultados

### Jornadas
- Los horarios son correspondientes al tiempo de Ciudad de Panamá (UTC-5)

| Jornada 1          | Jornada 1 | Jornada 1            | Jornada 1        | Jornada 1   | Jornada 1 | Jornada 1 | Jornada 1 | Jornada 1 | Jornada 1 |
| ------------------ | --------- | -------------------- | ---------------- | ----------- | --------- | --------- | --------- | --------- | --------- |
| Conferencia Este   |           |                      |                  |             |           |           |           |           |           |
| Local              | Resultado | Visitante            | Estadio          | Fecha       | Hora      |           |           |           |           |
| Potros del Este    | 1 - 3     | Árabe Unido          | Maracaná         | 14 de abril | 16:00     |           |           |           |           |
| CIEX Academy       | 1 - 2     | SD Atlético Nacional | Eagle Stadium    | 14 de abril | 19:00     |           |           |           |           |
| CD Plaza Amador    | 1 - 1     | Sporting SM          | Maracaná         | 14 de abril | 19:00     |           |           |           |           |
| Alianza FC         | 1 - 11    | Tauro FC             | Cascarita Tapia  | 14 de abril | 19:00     |           |           |           |           |
| Conferencia Oeste  |           |                      |                  |             |           |           |           |           |           |
| Local              | Resultado | Visitante            | Estadio          | Fecha       | Hora      |           |           |           |           |
| Herrera FC         | 0 - 1     | Mario Méndez FC      | Los Milagros     | 14 de abril | 18:00     |           |           |           |           |
| CA Independiente   | 6 - 1     | SD Panamá Oeste      | Agustín Sánchez  | 14 de abril | 18:00     |           |           |           |           |
| Atlético Chiriquí  | 3 - 0     | Veraguas United      | San Cristóbal    | 14 de abril | 19:00     |           |           |           |           |
| CD Universitario   | 4 - 0     | Élite FC             | Virgilio Tejeira | 18 de abril | 15:00     |           |           |           |           |
| Total de goles: 36 |           |                      |                  |             |           |           |           |           |           |

| Jornada 2            | Jornada 2 | Jornada 2        | Jornada 2        | Jornada 2   | Jornada 2 | Jornada 2 | Jornada 2 | Jornada 2 | Jornada 2 |
| -------------------- | --------- | ---------------- | ---------------- | ----------- | --------- | --------- | --------- | --------- | --------- |
| Conferencia Este     |           |                  |                  |             |           |           |           |           |           |
| Local                | Resultado | Visitante        | Estadio          | Fecha       | Hora      |           |           |           |           |
| Tauro FC             | 0 - 3     | Árabe Unido      | Cascarita Tapia  | 25 de abril | 16:00     |           |           |           |           |
| SD Atlético Nacional | 2 - 0     | Potros del Este  | Maracaná         | 25 de abril | 18:00     |           |           |           |           |
| Sporting SM          | 1 - 1     | CIEX Academy     | Los Andes II     | 25 de abril | 18:00     |           |           |           |           |
| Alianza FC           | 3 - 3     | CD Plaza Amador  | Cascarita Tapia  | 25 de abril | 20:00     |           |           |           |           |
| Conferencia Oeste    |           |                  |                  |             |           |           |           |           |           |
| Local                | Resultado | Visitante        | Estadio          | Fecha       | Hora      |           |           |           |           |
| Élite FC             | 2 - 1     | Herrera FC       | Agustín Sánchez  | 24 de abril | 16:00     |           |           |           |           |
| Veraguas United      | 0 - 1     | Mario Méndez FC  | Rafael Rodríguez | 24 de abril | 18:00     |           |           |           |           |
| Atlético Chiriquí    | 1 - 0     | CA Independiente | San Cristóbal    | 24 de abril | 17:00     |           |           |           |           |
| SD Panamá Oeste      | 0 - 1     | CD Universitario | Agustín Sánchez  | 25 de abril | 16:00     |           |           |           |           |
| Total de goles: 19   |           |                  |                  |             |           |           |           |           |           |

| Jornada 3          | Jornada 3 | Jornada 3            | Jornada 3           | Jornada 3   | Jornada 3 | Jornada 3 | Jornada 3 | Jornada 3 | Jornada 3 |
| ------------------ | --------- | -------------------- | ------------------- | ----------- | --------- | --------- | --------- | --------- | --------- |
| Conferencia Este   |           |                      |                     |             |           |           |           |           |           |
| Local              | Resultado | Visitante            | Estadio             | Fecha       | Hora      |           |           |           |           |
| Potros del Este    | 0 - 5     | Sporting SM          | Javier Cruz         | 29 de abril | 16:00     |           |           |           |           |
| Árabe Unido        | 0 - 7     | SD Atletico Nacional | Armando Dely Valdés | 29 de abril | 16:00     |           |           |           |           |
| CD Plaza Amador    | 1 - 2     | Tauro FC             | Maracaná            | 29 de abril | 18:00     |           |           |           |           |
| CIEX Academy       | 3 - 0     | Alianza FC           | Eagles Stadium      | 29 de abril | 19:00     |           |           |           |           |
| Conferencia Oeste  |           |                      |                     |             |           |           |           |           |           |
| Local              | Resultado | Visitante            | Estadio             | Fecha       | Hora      |           |           |           |           |
| CD Universitario   | 1 - 3     | Atletico Chiriqui    | Virgilio Tejeira    | 28 de abril | 15:00     |           |           |           |           |
| CA Independiente   | 2 - 0     | Veraguas United FC   | Agustín Sánchez     | 28 de abril | 18:00     |           |           |           |           |
| Herrera FC         | 3 - 2     | SD Panamá Oeste      | Los Milagros        | 28 de abril | 18:00     |           |           |           |           |
| Mario Mendez FC    | 3 - 1     | Elite FC             | San Cristóbal       | 28 de abril | 18:00     |           |           |           |           |
| Total de goles: 33 |           |                      |                     |             |           |           |           |           |           |

| Jornada 4          | Jornada 4 | Jornada 4            | Jornada 4               | Jornada 4  | Jornada 4 | Jornada 4 | Jornada 4 | Jornada 4 | Jornada 4 |
| ------------------ | --------- | -------------------- | ----------------------- | ---------- | --------- | --------- | --------- | --------- | --------- |
| Conferencia Este   |           |                      |                         |            |           |           |           |           |           |
| Local              | Resultado | Visitante            | Estadio                 | Fecha      | Hora      |           |           |           |           |
| Tauro FC           | 1 - 3     | SD Atlético Nacional | Luis Ernesto Tapia      | 13 de mayo | 16:00     |           |           |           |           |
| Sporting SM        | 5 - 0     | Árabe Unido          | Los Andes II            | 13 de mayo | 18:00     |           |           |           |           |
| CD Plaza Amador    | 3 - 1     | CIEX Academy         | Maracaná                | 13 de mayo | 19:00     |           |           |           |           |
| Alianza FC         | 2 - 0     | Potros del Este      | Luis Ernesto Tapia      | 13 de mayo | 20:00     |           |           |           |           |
| Conferencia Oeste  |           |                      |                         |            |           |           |           |           |           |
| Local              | Resultado | Visitante            | Estadio                 | Fecha      | Hora      |           |           |           |           |
| CA Independiente   | 2 - 2     | CD Universitario     | Agustín Muquita Sánchez | 12 de mayo | 16:00     |           |           |           |           |
| Veraguas United FC | 1 - 0     | Elite FC             | Rafael Rodriguez        | 12 de mayo | 18:00     |           |           |           |           |
| Atlético Chiriquí  | 5 - 0     | Herrera FC           | San Cristóbal           | 12 de mayo | 18:00     |           |           |           |           |
| SD Panamá Oeste    | 1 - 3     | Mario Mendez FC      | Agustín Muquita Sánchez | 12 de mayo | 20:00     |           |           |           |           |
| Total de goles: 29 |           |                      |                         |            |           |           |           |           |           |

| Jornada 5            | Jornada 5 | Jornada 5          | Jornada 5               | Jornada 5  | Jornada 5 | Jornada 5 | Jornada 5 | Jornada 5 | Jornada 5 |
| -------------------- | --------- | ------------------ | ----------------------- | ---------- | --------- | --------- | --------- | --------- | --------- |
| Conferencia Este     |           |                    |                         |            |           |           |           |           |           |
| Local                | Resultado | Visitante          | Estadio                 | Fecha      | Hora      |           |           |           |           |
| Potros del Este      | 0 - 11    | CD Plaza Amador    | Javier Cruz             | 18 de mayo | 16:00     |           |           |           |           |
| CD Árabe Unido       | 2 - 4     | Alianza FC         | Armando Dely Valdés     | 18 de mayo | 16:00     |           |           |           |           |
| CIEX Academy         | 1 - 4     | Tauro FC           | Eagles Stadium          | 18 de mayo | 19:00     |           |           |           |           |
| SD Atlético Nacional | 1 - 1     | Sporting SM        | Maracaná                | 18 de mayo | 19:00     |           |           |           |           |
| Conferencia Oeste    |           |                    |                         |            |           |           |           |           |           |
| Local                | Resultado | Visitante          | Estadio                 | Fecha      | Hora      |           |           |           |           |
| CD Universitario     | 0 - 0     | Veraguas United FC | Virgilio Tejeira        | 18 de mayo | 15:00     |           |           |           |           |
| Herrera FC           | 1 - 2     | CA Independiente   | Los Milagros            | 18 de mayo | 18:00     |           |           |           |           |
| Mario Méndez FC      | 0 - 2     | Atlético Chiriquí  | San Cristóbal           | 18 de mayo | 18:00     |           |           |           |           |
| Elite FC             | 3 - 3     | SD Panamá Oeste    | Agustín Muquita Sánchez | 18 de mayo | 19:00     |           |           |           |           |
| Total de goles: 35   |           |                    |                         |            |           |           |           |           |           |

| Jornada 6          | Jornada 6 | Jornada 6            | Jornada 6               | Jornada 6  | Jornada 6 | Jornada 6 | Jornada 6 | Jornada 6 | Jornada 6 |
| ------------------ | --------- | -------------------- | ----------------------- | ---------- | --------- | --------- | --------- | --------- | --------- |
| Conferencia Este   |           |                      |                         |            |           |           |           |           |           |
| Local              | Resultado | Visitante            | Estadio                 | Fecha      | Hora      |           |           |           |           |
| CIEX Academy       | 3 - 2     | Potros del Este      | Eagles Stadium          | 25 de mayo | 19:00     |           |           |           |           |
| Alianza FC         | 0 - 6     | SD Atletico Nacional | Luis Ernesto Tapia      | 26 de mayo | 16:00     |           |           |           |           |
| CD Plaza Amador    | 8 - 0     | CD Árabe Unido       | Maracaná                | 26 de mayo | 19:00     |           |           |           |           |
| Tauro FC           | 2 - 1     | Sporting SM          | Luis Ernesto Tapia      | 26 de mayo | 20:00     |           |           |           |           |
| Conferencia Oeste  |           |                      |                         |            |           |           |           |           |           |
| Local              | Resultado | Visitante            | Estadio                 | Fecha      | Hora      |           |           |           |           |
| CD Universitario   | 3 - 0     | Herrera FC           | Virgilio Tejeira        | 25 de mayo | 15:00     |           |           |           |           |
| Veraguas United FC | 3 - 4     | SD Panamá Oeste      | Rafael Rodríguez        | 25 de mayo | 18:00     |           |           |           |           |
| Atletico Chiriqui  | 4 - 0     | Elite FC             | San Cristóbal           | 25 de mayo | 18:00     |           |           |           |           |
| CA Independiente   | 1 - 2     | Mario Mendez FC      | Agustín Muquita Sánchez | 25 de mayo | 19:00     |           |           |           |           |
| Total de goles: 39 |           |                      |                         |            |           |           |           |           |           |

| Jornada 7            | Jornada 7 | Jornada 7          | Jornada 7               | Jornada 7  | Jornada 7 | Jornada 7 | Jornada 7 | Jornada 7 | Jornada 7 |
| -------------------- | --------- | ------------------ | ----------------------- | ---------- | --------- | --------- | --------- | --------- | --------- |
| Conferencia Este     |           |                    |                         |            |           |           |           |           |           |
| Local                | Resultado | Visitante          | Estadio                 | Fecha      | Hora      |           |           |           |           |
| SD Atletico Nacional | 1 - 0     | CD Plaza Amador    | Maracaná                | 3 de junio | 19:00     |           |           |           |           |
| Potros del Este      | 0 - 18    | Tauro FC           | Javier Cruz             | 4 de junio | 16:00     |           |           |           |           |
| CD Árabe Unido       | 0 - 3     | CIEX Academy       | Armando Dely Valdés     | 4 de junio | 16:00     |           |           |           |           |
| Sporting SM          | 3 - 0     | Alianza FC         | Los Andes II            | 4 de junio | 18:00     |           |           |           |           |
| Conferencia Oeste    |           |                    |                         |            |           |           |           |           |           |
| Local                | Resultado | Visitante          | Estadio                 | Fecha      | Hora      |           |           |           |           |
| Elite FC             | 1 - 4     | CA Independiente   | Agustín Muquita Sánchez | 3 de junio | 16:00     |           |           |           |           |
| Herrera FC           | 2 - 1     | Veraguas United FC | Los Milagros            | 3 de junio | 18:00     |           |           |           |           |
| Mario Méndez FC      | 1 - 3     | CD Universitario   | San Cristóbal           | 3 de junio | 18:00     |           |           |           |           |
| SD Panamá Oeste      | 2 - 3     | Atletico Chiriqui  | Agustín Muquita Sánchez | 3 de junio | 19:00     |           |           |           |           |
| Total de goles: 42   |           |                    |                         |            |           |           |           |           |           |

| Jornada 8            | Jornada 8 | Jornada 8         | Jornada 8               | Jornada 8   | Jornada 8 | Jornada 8 | Jornada 8 | Jornada 8 | Jornada 8 |
| -------------------- | --------- | ----------------- | ----------------------- | ----------- | --------- | --------- | --------- | --------- | --------- |
| Conferencia Este     |           |                   |                         |             |           |           |           |           |           |
| Local                | Resultado | Visitante         | Estadio                 | Fecha       | Hora      |           |           |           |           |
| CD Árabe Unido       | 2 - 0     | Potros del Este   | Armando Dely Valdés     | 10 de junio | 16:00     |           |           |           |           |
| Sporting SM          | 0 - 2     | CD Plaza Amador   | Los Andes II            | 10 de junio | 18:00     |           |           |           |           |
| Tauro FC             | 4 - 0     | Alianza FC        | Luis Ernesto Tapia      | 10 de junio | 20:00     |           |           |           |           |
| SD Atlético Nacional | 1 - 1     | CIEX Academy      | Maracaná                | 10 de junio | 18:00     |           |           |           |           |
| Conferencia Oeste    |           |                   |                         |             |           |           |           |           |           |
| Local                | Resultado | Visitante         | Estadio                 | Fecha       | Hora      |           |           |           |           |
| SD Panamá Oeste      | 2 - 4     | CA Independiente  | Agustín Muquita Sánchez | 11 de junio | 16:00     |           |           |           |           |
| Veraguas United FC   | 0 - 1     | Atlético Chiriqui | Rafael Rodriguez        | 11 de junio | 17:00     |           |           |           |           |
| Mario Mendez FC      | 6 - 1     | Herrera FC        | San Cristóbal           | 11 de junio | 18:00     |           |           |           |           |
| Elite FC             | 0 - 4     | CD Universitario  | Agustín Muquita Sánchez | 11 de junio | 19:00     |           |           |           |           |
| Total de goles: 28   |           |                   |                         |             |           |           |           |           |           |

| Jornada 9            | Jornada 9 | Jornada 9        | Jornada 9               | Jornada 9   | Jornada 9 | Jornada 9 | Jornada 9 | Jornada 9 | Jornada 9 |
| -------------------- | --------- | ---------------- | ----------------------- | ----------- | --------- | --------- | --------- | --------- | --------- |
| Conferencia Este     |           |                  |                         |             |           |           |           |           |           |
| Local                | Resultado | Visitante        | Estadio                 | Fecha       | Hora      |           |           |           |           |
| Alianza FC           | -         | CIEX Academy     | Luis Ernesto Tapia      | 17 de junio | 16:00     |           |           |           |           |
| Sporting SM          | -         | Potros del Este  | Los Andes II            | 17 de junio | 18:00     |           |           |           |           |
| Tauro FC             | -         | CD Plaza Amador  | Luis Ernesto Tapia      | 17 de junio | 20:00     |           |           |           |           |
| SD Atlético Nacional | -         | CD Árabe Unido   | Javier Cruz García      | 18 de junio | 16:00     |           |           |           |           |
| Conferencia Oeste    |           |                  |                         |             |           |           |           |           |           |
| Local                | Resultado | Visitante        | Estadio                 | Fecha       | Hora      |           |           |           |           |
| SD Panamá Oeste      | -         | Herrera FC       | Agustín Muquita Sánchez | 18 de junio | 16:00     |           |           |           |           |
| Atlético Chiriquí    | -         | CD Universitario | San Cristóbal           | 18 de junio | 18:00     |           |           |           |           |
| Veraguas United FC   | -         | CA Independiente | Rafael Rodríguez        | 18 de junio | 18:00     |           |           |           |           |
| Élite FC             | -         | Mario Méndez FC  | Agustín Muquita Sánchez | 18 de junio | 19:00     |           |           |           |           |
| Total de goles:      |           |                  |                         |             |           |           |           |           |           |

| Jornada 10        | Jornada 10 | Jornada 10 | Jornada 10 | Jornada 10 | Jornada 10 | Jornada 10 | Jornada 10 | Jornada 10 | Jornada 10 |
| ----------------- | ---------- | ---------- | ---------- | ---------- | ---------- | ---------- | ---------- | ---------- | ---------- |
| Conferencia Este  |            |            |            |            |            |            |            |            |            |
| Local             | Resultado  | Visitante  | Estadio    | Fecha      | Hora       |            |            |            |            |
|                   | -          |            | Estadio    | junio      | 00:00      |            |            |            |            |
|                   | -          |            | Estadio    | junio      | 00:00      |            |            |            |            |
|                   | -          |            | Estadio    | junio      | 00:00      |            |            |            |            |
|                   | -          |            | Estadio    | junio      | 00:00      |            |            |            |            |
| Conferencia Oeste |            |            |            |            |            |            |            |            |            |
| Local             | Resultado  | Visitante  | Estadio    | Fecha      | Hora       |            |            |            |            |
|                   | -          |            | Estadio    | junio      | 00:00      |            |            |            |            |
|                   | -          |            | Estadio    | junio      | 00:00      |            |            |            |            |
|                   | -          |            | Estadio    | junio      | 00:00      |            |            |            |            |
|                   | -          |            | Estadio    | junio      | 00:00      |            |            |            |            |
| Total de goles:   |            |            |            |            |            |            |            |            |            |

| Jornada 11        | Jornada 11 | Jornada 11 | Jornada 11 | Jornada 11 | Jornada 11 | Jornada 11 | Jornada 11 | Jornada 11 | Jornada 11 |
| ----------------- | ---------- | ---------- | ---------- | ---------- | ---------- | ---------- | ---------- | ---------- | ---------- |
| Conferencia Este  |            |            |            |            |            |            |            |            |            |
| Local             | Resultado  | Visitante  | Estadio    | Fecha      | Hora       |            |            |            |            |
|                   | -          |            | Estadio    | julio      | 20:00      |            |            |            |            |
|                   | -          |            | Estadio    | julio      | 00:00      |            |            |            |            |
|                   | -          |            | Estadio    | julio      | 00:00      |            |            |            |            |
|                   | -          |            | Estadio    | julio      | 00:00      |            |            |            |            |
| Conferencia Oeste |            |            |            |            |            |            |            |            |            |
| Local             | Resultado  | Visitante  | Estadio    | Fecha      | Hora       |            |            |            |            |
|                   | -          |            | Estadio    | julio      | 20:00      |            |            |            |            |
|                   | -          |            | Estadio    | julio      | 00:00      |            |            |            |            |
|                   | -          |            | Estadio    | julio      | 00:00      |            |            |            |            |
|                   | -          |            | Estadio    | julio      | 00:00      |            |            |            |            |
| Total de goles:   |            |            |            |            |            |            |            |            |            |

| Jornada 12        | Jornada 12 | Jornada 12 | Jornada 12 | Jornada 12 | Jornada 12 | Jornada 12 | Jornada 12 | Jornada 12 | Jornada 12 |
| ----------------- | ---------- | ---------- | ---------- | ---------- | ---------- | ---------- | ---------- | ---------- | ---------- |
| Conferencia Este  |            |            |            |            |            |            |            |            |            |
| Local             | Resultado  | Visitante  | Estadio    | Fecha      | Hora       |            |            |            |            |
|                   | -          |            | Estadio    | julio      | 00:00      |            |            |            |            |
|                   | -          |            | Estadio    | julio      | 00:00      |            |            |            |            |
|                   | -          |            | Estadio    | julio      | 00:00      |            |            |            |            |
|                   | -          |            | Estadio    | julio      | 00:00      |            |            |            |            |
| Conferencia Oeste |            |            |            |            |            |            |            |            |            |
| Local             | Resultado  | Visitante  | Estadio    | Fecha      | Hora       |            |            |            |            |
|                   | -          |            | Estadio    | julio      | 00:00      |            |            |            |            |
|                   | -          |            | Estadio    | julio      | 00:00      |            |            |            |            |
|                   | -          |            | Estadio    | julio      | 00:00      |            |            |            |            |
|                   | -          |            | Estadio    | julio      | 00:00      |            |            |            |            |
| Total de goles:   |            |            |            |            |            |            |            |            |            |

| Jornada 13        | Jornada 13 | Jornada 13 | Jornada 13 | Jornada 13 | Jornada 13 | Jornada 13 | Jornada 13 | Jornada 13 | Jornada 13 |
| ----------------- | ---------- | ---------- | ---------- | ---------- | ---------- | ---------- | ---------- | ---------- | ---------- |
| Conferencia Este  |            |            |            |            |            |            |            |            |            |
| Local             | Resultado  | Visitante  | Estadio    | Fecha      | Hora       |            |            |            |            |
|                   | -          |            | Estadio    | julio      | 00:00      |            |            |            |            |
|                   | -          |            | Estadio    | julio      | 00:00      |            |            |            |            |
|                   | -          |            | Estadio    | julio      | 00:00      |            |            |            |            |
|                   | -          |            | Estadio    | julio      | 00:00      |            |            |            |            |
| Conferencia Oeste |            |            |            |            |            |            |            |            |            |
| Local             | Resultado  | Visitante  | Estadio    | Fecha      | Hora       |            |            |            |            |
|                   | -          |            | Estadio    | julio      | 00:00      |            |            |            |            |
|                   | -          |            | Estadio    | julio      | 00:00      |            |            |            |            |
|                   | -          |            | Estadio    | julio      | 00:00      |            |            |            |            |
|                   | -          |            | Estadio    | julio      | 00:00      |            |            |            |            |
| Total de goles:   |            |            |            |            |            |            |            |            |            |

| Jornada 14        | Jornada 14 | Jornada 14 | Jornada 14 | Jornada 14 | Jornada 14 | Jornada 14 | Jornada 14 | Jornada 14 | Jornada 14 |
| ----------------- | ---------- | ---------- | ---------- | ---------- | ---------- | ---------- | ---------- | ---------- | ---------- |
| Conferencia Este  |            |            |            |            |            |            |            |            |            |
| Local             | Resultado  | Visitante  | Estadio    | Fecha      | Hora       |            |            |            |            |
|                   | -          |            | Estadio    | julio      | 20:00      |            |            |            |            |
|                   | -          |            | Estadio    | julio      | 00:00      |            |            |            |            |
|                   | -          |            | Estadio    | julio      | 00:00      |            |            |            |            |
|                   | -          |            | Estadio    | julio      | 00:00      |            |            |            |            |
| Conferencia Oeste |            |            |            |            |            |            |            |            |            |
| Local             | Resultado  | Visitante  | Estadio    | Fecha      | Hora       |            |            |            |            |
|                   | -          |            | Estadio    | julio      | 20:00      |            |            |            |            |
|                   | -          |            | Estadio    | julio      | 00:00      |            |            |            |            |
|                   | -          |            | Estadio    | julio      | 00:00      |            |            |            |            |
|                   | -          |            | Estadio    | julio      | 00:00      |            |            |            |            |
| Total de goles:   |            |            |            |            |            |            |            |            |            |

## Estadísticas

### Máximas goleadoras
Lista con los máximas goleadoras de la competencia.
| 1.º                                       | Karla Riley         | Tauro FC             | 8 |
| 1.º                                       | Amarelis de Mera    | Tauro FC             | 8 |
| 2.º                                       | Génesis Rodríguez   | SD Panamá Oeste      | 6 |
| 2.º                                       | Melissa Miranda     | Atlético Chiriquí    | 6 |
| 3.º                                       | Shayari Camarena    | Tauro FC             | 5 |
| 3.º                                       | Aliyah Gil          | Tauro FC             | 5 |
| 3.º                                       | Erika Hernández     | CD Plaza Amador      | 5 |
| 3.º                                       | Milagros Roberts    | Tauro FC             | 5 |
| 3.º                                       | Ericka Arauz        | Atlético Chiriquí    | 5 |
| 3.º                                       | Claudia Dutary      | Atlético Chiriquí    | 5 |
| 3.º                                       | Carmen Montenegro   | CD Universitario     | 5 |
| 3.º                                       | Gloria Saenz        | SD Atlético Nacional | 5 |
| 3.º                                       | Susy Cassinova      | CD Plaza Amador      | 5 |
| 3.º                                       | Carla Marchall      | Alianza FC           | 5 |
| 4.º                                       | Ruth Codrington     | Árabe Unido          | 4 |
| 4.º                                       | Yulieth Arauz       | Mario Méndez FC      | 4 |
| 4.º                                       | Annett Pérez        | CD Universitario     | 4 |
| 4.º                                       | Ana Zamorano        | C.A. Independiente   | 4 |
| 4.º                                       | Ana Quintero        | CD Plaza Amador      | 4 |
| 4.º                                       | Karla Carrera       | SD Atlético Nacional | 4 |
| 4.º                                       | María Martínez      | Mario Méndez FC      | 4 |
| 5.º                                       | Anuvis Angulo       | Tauro FC             | 3 |
| 5.º                                       | Luciana Ortega      | CIEX Academy         | 3 |
| 5.º                                       | Katherine Castillo  | Tauro FC             | 3 |
| 5.º                                       | Laurie Batista      | Tauro FC             | 3 |
| 5.º                                       | Kayra Pérez         | Sporting SM          | 3 |
| 5.º                                       | Reggina Espino      | Sporting SM          | 3 |
| 5.º                                       | Iris Cortinez       | SD Panamá Oeste      | 3 |
| 5.º                                       | Elizabeth Bultron   | CD Universitario     | 3 |
| 5.º                                       | María Herrera       | Herrera FC           | 3 |
| 5.º                                       | Daniela Hincapié    | C.A. Independiente   | 3 |
| 5.º                                       | Darlin Branda       | Sporting SM          | 3 |
| 5.º                                       | Victoria de Abreu   | C.A. Independiente   | 3 |
| 6.º                                       | Kristell Mendoza    | CIEX Academy         | 2 |
| 6.º                                       | Indira Vega         | Sporting SM          | 2 |
| 6.º                                       | Yaribeth Rodriguez  | C.A. Independiente   | 2 |
| 6.º                                       | Elibeth Vázquez     | SD Atlético Nacional | 2 |
| 6.º                                       | María Guevara       | SD Atlético Nacional | 2 |
| 6.º                                       | Yanixa Batista      | CD Plaza Amador      | 2 |
| 6.º                                       | Katherine Garrido   | CIEX Academy         | 2 |
| 6.º                                       | Yanais Sánchez      | C.A. Independiente   | 2 |
| 6.º                                       | Goashney Mares      | Veraguas United FC   | 2 |
| 6.º                                       | Hilary Macre        | Elite FC             | 2 |
| 6.º                                       | Denia Trujillo      | Herrera FC           | 2 |
| 6.º                                       | Keisilyn Gutiérrez  | CD Plaza Amador      | 2 |
| 6.º                                       | Schiandra Gonzalez  | CD Plaza Amador      | 2 |
| 6.º                                       | Isidra Vanegas      | Sporting SM          | 2 |
| 6.º                                       | Maria Murillo       | Sporting SM          | 2 |
| 6.º                                       | Solemar Ortiz       | SD Atlético Nacional | 2 |
| 7.º                                       | Vianca Sandoval     | Árabe Unido          | 1 |
| 7.º                                       | Diana Siblesz       | CIEX Academy         | 1 |
| 7.º                                       | Angelys Ceballos    | SD Atlético Nacional | 1 |
| 7.º                                       | Damaris García      | Herrera FC           | 1 |
| 7.º                                       | Wendy Rivadeneira   | Veraguas United FC   | 1 |
| 7.º                                       | Karla Rivas         | C.A. Independiente   | 1 |
| 7.º                                       | Johanis Romero      | Elite FC             | 1 |
| 7.º                                       | Arianys Arguelles   | SD Atlético Nacional | 1 |
| 7.º                                       | Yoraidil Perez      | SD Atlético Nacional | 1 |
| 7.º                                       | Julie Prieto        | Potros del Este      | 1 |
| 7.º                                       | Erica Parris        | Potros del Este      | 1 |
| 7.º                                       | Zhsrik Esquina      | CIEX Academy         | 1 |
| 7.º                                       | Aljaseera Rojas     | Mario Méndez FC      | 1 |
| 7.º                                       | Sharloth Jiménez    | Mario Méndez FC      | 1 |
| 7.º                                       | Camila Ostos        | SD Panamá Oeste      | 1 |
| 7.º                                       | Neilyn Mena         | SD Panamá Oeste      | 1 |
| 7.º                                       | Mauris Concepcion   | SD Panamá Oeste      | 1 |
| 7.º                                       | Cristina Garcia     | Veraguas United FC   | 1 |
| 7.º                                       | Karla Archibold     | Veraguas United FC   | 1 |
| 7.º                                       | Karol Morales       | Atlético Chiriquí    | 1 |
| 7.º                                       | Karina Santamaria   | Sporting SM          | 1 |
| 7.º                                       | Phanilka Evans      | Elite FC             | 1 |
| 7.º                                       | Maryorie Aparicio   | Elite FC             | 1 |
| 7.º                                       | Lía Bolívar         | SD Panamá Oeste      | 1 |
| 7.º                                       | Kennisha Mendoza    | Alianza FC           | 1 |
| 7.º                                       | Nahomey Smith       | Árabe Unido          | 1 |
| 7.º                                       | Jimena Martinez     | CD Plaza Amador      | 1 |
| 7.º                                       | Milagros De Freitas | CD Plaza Amador      | 1 |
| 7.º                                       | Karla Vega          | Alianza FC           | 1 |
| 7.º                                       | Sherline King       | CD Plaza Amador      | 1 |
| 7.º                                       | Keisha Reyes        | Alianza FC           | 1 |
| 7.º                                       | Naslyn Pitti        | Mario Méndez FC      | 1 |
| 7.º                                       | Grace Guerra        | Atlético Chiriquí    | 1 |
| 7.º                                       | Evelyn Pitti        | Atlético Chiriquí    | 1 |
| 7.º                                       | Madeliane González  | C.A. Independiente   | 1 |
| 7.º                                       | Ariadna Stuart      | CD Plaza Amador      | 1 |
| 7.º                                       | Nicole Cisneros     | Tauro FC             | 1 |
| 7.º                                       | Dalyssa Barranti    | SD Atlético Nacional | 1 |
| 7.º                                       | Vivian Camarena     | Sporting SM          | 1 |
| 7.º                                       | Yonelis Giron       | Elite FC             | 1 |
| 7.º                                       | Emmely Colindre     | Atlético Chiriquí    | 1 |
| 7.º                                       | Yaremis Ledezma     | Alianza FC           | 1 |
| 7.º                                       | Yamileth Palacio    | CD Plaza Amador      | 1 |
| 7.º                                       | Emily Cedeño        | CD Plaza Amador      | 1 |
| 7.º                                       | María Murillo       | SD Atlético Nacional | 1 |
| 7.º                                       | Karina Santamaria   | SD Atlético Nacional | 1 |
| 7.º                                       | Ana Rodriguez       | CIEX Sports Academy  | 1 |
| 7.º                                       | Diana Castillo      | Herrera FC           | 1 |
| 7.º                                       | Yohalis Urriola     | Elite FC             | 1 |
| 7.º                                       | Dailyn Zúñiga       | CD Universitario     | 1 |
| 7.º                                       | Nallelys Cisnero    | CD Universitario     | 1 |
| 7.º                                       | Meiby Saavedra      | SD Atlético Nacional | 1 |
| 7.º                                       | Emily Pineda        | Atlético Chiriquí    | 1 |
| 7.º                                       | Ana Pérez           | C.A. Independiente   | 1 |
| 7.º                                       | Marelys Rodríguez   | Árabe Unido          | 1 |
| 7.º                                       | Génesis Zúñiga      | Potros del Este      | 1 |
| Última actualización: 10 de junio de 2022 |                     |                      |   |